# Vuelo 2311 de Atlantic Southeast Airlines
El vuelo 2311 de Atlantic Southeast Airlines fue un vuelo regional regular desde el Aeropuerto Internacional de Atlanta Hartsfield–Jackson al aeródromo Glynco (ahora renombrado como Aeropuerto de Brunswick Golden Isles) en Brunswick, Georgia operado el 5 de abril de 1991. El vuelo, operado por un Embraer EMB 120 Brasilia de doble motor turbohélice se estrelló al norte de Brunswick mientras se aproximaba al aeropuerto para aterrizar. Las 23 personas que fueron a bordo perecieron, incluyendo los pasajeros Sonny Carter y John Tower. Cuatro años más tarde, otro Embraer Brasilia de ASA se estrelló en la frontera de Georgia en similares circunstancias, con nueve fallecidos.

## Historia del vuelo
El avión implicado en el accidente fue un Embraer EMB 120 Brasilia (registro N270AS), fabricado el 30 de noviembre de 1990. Estaba dotado de dos motores Pratt & Whitney PW-118 y hélices 14RF-9 de Hamilton Standard. El avión recibió su certificado de aeronavegabilidad de Estados Unidos el 20 de diciembre de 1990. El avión había acumulado 1.000 horas de vuelo antes del accidente. Solo figuraba un problema de mantenimiento en los libros de revisión del aparato, siendo este una fuga de combustible del escape de la unidad auxiliar de potencia. El desconector eléctrico de la APU había sido inhabilitado hasta que se dispusiera de las piezas necesarias para arreglar el problema.: 6  Ya que no fue requerido en aquel momento, el avión carecía de grabadora de voz en cabina o grabadora de datos de vuelo.: 8 
El capitán Mark Friedline, de 34 años, había sido contratado por Atlantic Southeast Airlines en mayo de 1981. Estaba completamente habilitado para operar tres tipos de aeronaves comerciales incluyendo el EMB-120. En el momento del accidente, llevaba acumuladas 11.724 horas de vuelo, de las que 5.720 habían sido operadas en el EMB-120. Había estado implicado en el desarrollo del EMB-120, y en su introducción en servicio en los Estados Unidos, y había sido entrenado para operar el avión por el propio fabricante. Un inspector describió su conocimiento de los sistemas del avión como «amplios», y sus técnicas de pilotaje como «excelentes».: 5 
El primer oficial Hank Johnston, de 36 años, fue contratado por Atlantic Southeast Airlines en junio de 1988. Estaba habilitado como instructor de vuelo. Ya que habían pasado 6 meses desde la última revisión médica de la FAA de certificación de primera clase, había visto degradado automáticamente su certificado a uno de segunda clase. Un certificado de este tipo le permitía no obstante cumplir con sus labores como primer oficial. En el momento del accidente, se calcula que llevaba acumuladas 3.925 horas de vuelo, de las que 2.795 fueron en EMB-120.: 5 
La tripulante de cabina de pasajeros, Cindy Crabtree, de 30 años, fue contratada por Atlantic Southeast Airlines en 1986.

## Accidente
La mañana del accidente, el capitán y el primer oficial llegaron al aeropuerto regional de Dothan en taxi a las 06:15 hora estándar del este.: 1  El conductor del taxi informó de que la tripulación se encontraba animada y conversando.: 1  La tripulación voló primero a Atlanta, a continuación realizaron un vuelo a Montgomery, Alabama, antes de regresar a Atlanta.: 1–2  Tras estos vuelos de ida y vuelta, la tripulación tuvo un descanso programado de unas dos horas y media, durante el que fueron vistos descansando y conversando.: 2 
El vuelo 2311 estaba inicialmente programado para ser operado por el N228AS, otro EMB-120.: 2  Sin embargo, este avión experimentó problemas mecánicos, y por ello el vuelo fue cambiado para ser operado por el N270AS.: 2  Este avión había operado en cuatro ocasiones durante el mismo día del accidente sin que hubiera sido reportado ningún problema.: 2  El vuelo 2311 partió de Atlanta, operado con el N270AS, a las 13:47, 23 minutos después de lo programado.: 2 
El vuelo 2311 se desvió ligeramente de su plan de vuelo a Brunswick para evitar algo de clima adverso.: 2  A las 14:48, la tripulación informó al centro de control de tráfico aéreo en ruta de Jacksonville que tenían el aeropuerto a la vista, y el vuelo 2311 fue entonces autorizado a realizar una aproximación visual al aeródromo de Glynco, lo que fue confirmado por la tripulación.: 2 
La última transmisión recibida del vuelo 2311 fue con el coordinador de ASA en el aeropuerto, quién informó de que el vuelo realizó una locución en la frecuencia de radio de la compañía y que el piloto no informó de ninguna clase de problema mecánico.: 2  Los testigos informaron de que vieron al aparato aproximándose en condiciones de buena visibilidad a una altitud por debajo de la normal].: 2  Varios testigos afirmaron haber visto el avión volando a unos 100 a 200 pies sobre el terreno.: 2 
Según la mayoría de testigos entrevistados, el avión viró repentinamente a la izquierda hasta que las alas quedaron en perpendicular con el terreno.: 2  El avión descendió entonces en una actitud de nariz abajo y desapareció detrás de unos árboles cerca del aeropuerto. Uno de los testigos dijo a los investigadores que había visto salir humo del avión en el momento que se giró a la izquierda.: 2  Otros afirmaron haber oído fuertes ruidos de motor similares a los de máxima aceleración durante los últimos momentos del vuelo aunque dijeron que estos ruidos parecían haberse detenido o atenuado antes de que el avión impactara contra el suelo a unas dos millas de la pista.: 2 
Uno de los testigos entrevistados por la NTSB, un piloto que conducía por una carretera al suroeste del aeropuerto, dijo haber visto al avión volando normalmente y a una altitud correcta, y que no creía que la aproximación fuera anormal.: 2  El aparato completó un viraje de 180 grados desde el tramo de viento en cola y continuó el viraje. A continuación comenzó a cabecear ligeramente, antes de inclinarse a la izquierda hasta quedar con las alas en vertical. El avión entonces entró en actitud de nariz abajo e impactó contra el terreno. No apreció fuego o humo durante el vuelo y se cree que las hélices estaban rotando.: 2 

## Investigación

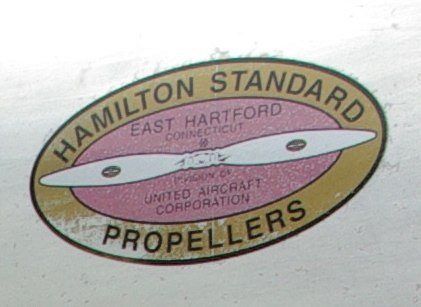
Logo de Hamilton Standard, quién fabricó la unidad de control de hélices defectuosa.

Se llevó a cabo una investigación por parte de la Junta Nacional de Seguridad en el Transporte que determinó que un posible fallo de las superficies de control, incluyendo un fallo en alerones y timón o una posible asimetría de flaps no podían ser la causa del accidente, después de que varios pilotos hubieran conseguido controlar el aparato en los simuladores. El fallo de motor fue también descartado tras una inspección minuciosa de ambos motores. Los investigadores determinaron que «las circunstancias del accidente indicaban una grave disparidad de empuje entre ambos motores lo que había causado el giro a la izquierda que llevó a la pérdida de control del avión». Los investigadores llevaron a cabo entonces una simulación de todos los posibles eventos que podrían haber causado el accidente. Los exámenes de la planta motriz y las hélices indicaron que los motores estaban operando normalmente pero que tuvo lugar un fallo en el sistema de impulso: 30–31  que provocó que el ángulo de las hélices del lado izquierdo quedara orientado casi en perpendicular a la dirección de vuelo, provocando un empuje insuficiente así como una resistencia del lado izquierdo.
La NTSB indicó que la tripulación no habría percibido ninguna clase de problema en la aeronave hasta que el ángulo de los álabes de la hélice se encontraran entre 24 y 26 grados. Sostenían que el avión podía «volverse muy difícil de controlar después de que las hélices hubieran alcanzado los 22 grados. Por tanto, fue muy probable que los pilotos del vuelo 2311 no hubieran percibido ningún problema en el avión hasta que las hélices no fueron sobrerrevolucionadas y el control de rotación estaban afectadas». Por ello, la tripulación de vuelo no fue capaz de declarar una emergencia al tratarse de un evento tan repentino.
El informe final de la NTSB, aunque hacía referencia al conocimiento de la práctica de Atlantic Southeast de la sobrecarga de trabajo de sus pilotos (se estimaba que los pilotos solo contaban con descansos de 5 a 6 horas lo que contravenían las regulaciones de la FAA) afirmaba que está situación no había sido determinante en el accidente, aunque sí hacía referencia que estás prácticas, compartidas con otras aerolíneas regionales, impedían un vuelo seguro como se pretendía mediante las regulaciones antes mencionadas.

### Causa probable
El 28 de abril de 1992, la NTSB publicó su informe final del accidente, incluyendo la causa final del desastre:

[La Junta Nacional de Seguridad en el Transporte determina que] la causa probable de este accidente fue la perdida de control en vuelo como resultado de un mal funcionamiento de la unidad de control de las hélices del motor izquierdo que propició que el ángulo de los álabes se desplazará de la posición de operación. Contribuyó al accidente el deficiente diseño de la unidad de control de hélices de Hamilton Standard y la aprobación del diseño por la Administración Federal de Aviación. El diseño no evaluaba correctamente el modo de fallo que ocurrió durante este vuelo, lo que provocó un movimiento incorrecto y sin actuación de los álabes de la hélice izquierda del avión más allá de la operativa.: 42 

## Pasajeros notables
El antiguo senador de Texas (y presidente de la comisión Tower para el conflicto Irán-Contra) John Tower, su hija Marian, el astronauta Manley «Sonny» Carter, el presidente del Colegio Americano de Médicos Dr. Nicholas Davies, y el enlace de la OTAN Dr. June T. Amlie, se encontraban entre los 23 pasajeros y tripulantes fallecidos. Dos niños, Brian y Laura Birdsong, de nueve y seis años respectivamente, también fallecieron en el accidente. Una estatua fue erigida en el Zoo de Atlanta en su memoria.

## Dramatización
Este accidente fue presentado en la decimoquinta temporada del programa de televisión canadiense Mayday: catástrofes aéreas, en un episodio titulado «Impacto empinado» en Hispanoamérica y «Un impacto brusco» en España.